# Peter Burling
Peter Burling (Tauranga, 1º gennaio 1991) è un velista neozelandese che ha vinto la medaglia d'argento alle Olimpiadi di Londra 2012 e l'oro ai successivi Giochi di Rio de Janeiro 2016 come timoniere nella classe 49er, insieme a Blair Tuke. Ha inoltre vinto tre America's Cup (2017, 2021 e 2024) da timoniere di Emirates Team New Zealand.
Burling, all'età di 21 anni, è stato il più giovane velista della classe 49er alle Olimpiadi 2012. La loro medaglia d'argento è stata la 100° per la Nuova Zelanda alle Olimpiadi. Burling e Tuke sono stati i primi a rappresentare la Nuova Zelanda in classe 49er alle Olimpiadi sin dal 2000.
Nel novembre 2015 la International Sailing Federation ha conferito a Burling e Tuke il titolo di ISAF Rolex World Male Sailors of the year.
Burling e Tuke sono i primi velisti a vincere 4 Campionati del Mondo consecutivi (2013, 2014, 2015 e 2016) nella classe 49er. Burling è l'attuale Campione del Mondo nella classe International Moth (2015). 
È stato il timoniere di Emirates Team New Zealand's alla America's Cup 2017, vinta dall'equipaggio kiwi 7-1. Ha ancora guidato Emirates Team New Zealand alla vittoria all'America's Cup 2021 vinta 7-3 contro Luna Rossa Prada il 17 marzo 2021. Ha ancora guidato Emirates Team New Zealand alla vittoria all'America's Cup 2024 vinta 7-2 contro INEOS Britannia il 19 ottobre 2024.
Burling è stato lo skipper della barca vincente alla Red Bull Youth Americas Cup del 2013.
Il 20 giugno 2025, Luna Rossa annuncia il suo ingresso nel team in vista dell'America's Cup 2027.

## Carriera

### Giochi olimpici
- 2021 - 49er class con Blair Tuke
- 2016 - 49er class con Blair Tuke[6]
- 2012 - 49er class con Blair Tuke (età 21)[7]
- 11° 2008 - 470 Class con Carl Evans (età17)[8]

### Campionati del mondo

#### Titoli mondiali
- 2016 - 49er World Champion – Clearwater, Florida, USA (con Blair Tuke)[9][10]
- 2015 - 49er World Champion – Buenos Aires, Argentina (con Blair Tuke)[11][12]
- 2015 - Moth World Champion – Sorrento, Australia.[13][14]
- 2014 - 49er World Champion – Santander, Spain (con Blair Tuke)[15]
- 2013 - 49er World Champion Marseille, France (con Blair Tuke)[16]
- 2007 - 420 Open World Champion, età 16.[17]
- 2006 - 420 Open World Champion, età 15.[18]

#### Altri risultati ai mondiali
- 2017 - 2nd Moth World Championship – Italy[19]
- 2012 - 2nd 49er World Championships – Croatia (con Blair Tuke)[20]
- 2011 - 2nd 49er World Championships – Perth, Australia (con Blair Tuke)[21]
- 2014 - 3rd A class catamaran World Championships – Auckland, New Zealand (primo rookie)
- 2009 - 3rd ISAF Teams Racing Worlds – Perth, Australia
- 10° - 2013 - Moth World Championships Hawaii
- 4° - 2011 - Moth World Championships Lake Macquarie, Australia
- 17° - 2010 - 49er World Championships – Bahamas (con Blair Tuke)
- 26° - 2009 - 49er World Championships – Lake Garda, Italy (con Blair Tuke)
- 11° - 2008 - 470 World Championships (con Carl Evans) età 17
- 45° - 2007 - 470 World Championships (con Carl Evans) età 16
- 6° - 2005 - 420 Open World Championships (timone)
- 40° - 2003 - Optimist World Championships – Canary Islands (età 12)
- 116° - 2002 - Optimist World Championships – Texas (età 11).

### Altri riconoscimenti
2013, 2014, 2015 e 2016 imbattuto nelle 49er regattas worldwide (24 vittorie consecutive nei 49er sin dalle Olimpiadi di Londra).
2013 Skipper della barca vincente alla Red Bull Youth Americas Cup.

#### Regate 49er 2016
2016  1st 49er World Championships – Clearwater, Florida, USA (con Blair Tuke)
2016  1st 49er NZL Nationals (con Blair Tuke)

#### Americas Cup World series 2016
Timoniere per Emirates Team New Zealand (Vincitore)
2016  Americas Cup World Series regatta, Oman

#### Regate 49er 2015
2015  49er World Championships – Buenos Aires, Argentina (con Blair Tuke)
2015  49er South American Champs, Buenos Aires (con Blair Tuke)(Nov 2015)
2015  49er Olympic Test Event, Rio de Janeiro (con Blair Tuke)(Aug 2015)
2015  49er Rio de Janeiro International sailing week (con Blair Tuke)(Aug 2015)
2015  49er Europeans (Porto, Portugal) (con Blair Tuke)
2015  49er ISAF Sailing World Cup Weymouth regatta (Weymouth, England) (con Blair Tuke)
2015  49er ISAF Sailing World Cup Hyeres regatta (Hyeres, France) (con Blair Tuke)
2015  49er Princess Sofia Regatta (Palma, Mallorca) (con Blair Tuke)
2015  49er Sail Auckland (con Blair Tuke)
2015  49er NZL Nationals (con Blair Tuke)

#### Americas Cup World series 2015
Timoniere per Emirates Team New Zealand - overall leader of 2015 Americas Cup World Series.
2015  Americas Cup World Series Bermuda (Oct 2015)
2015  Americas Cup World Series Gothenburg (Aug 2015)
2015  Americas Cup World Series Portsmouth

#### 2014
2014  49er Intergalactic Championships, Rio de Janeiro (con Blair Tuke)
2014  49er South American Championships, Rio de Janeiro (con Blair Tuke)
2014  49er World Championships – Santander, Spain (con Blair Tuke)
2014  49er Rio International Regatta, Rio de Janeiro (con Blair Tuke)
2014  49er European Championships, Helsinki (con Blair Tuke)
2014  49er Hyeres World cup regatta (con Blair Tuke)
2014  49er Mallorca World cup regatta (con Blair Tuke)
2014  Extreme Sailing series St Petersburg, Russia (timoniere per Emirates Team New Zealand)
2014  Extreme Sailing series Qingdao, China (timoniere per Emirates Team New Zealand)
2014 4° Auckland-to-Fiji yacht race (velista su Wired)
2014  A class NZ Nationals (Pre-worlds, 65 International competitors, sua prima partecipazione nella classe A)

#### 2013 e precedenti
2013 14° (Line Honours) Sydney-to-Hobart race sailing su Pretty Fly 3
2013  – Red Bull Youth America's Cup (skipper/ helm for NZL sailing team)
2013  49er European Championships (Aarhus, Denmark)
2013  – Australian Moth Nationals
2013  China cup (tattico per Team Vatti)
2013  49er Sail Auckland (con Blair Tuke)
2012  China cup (tattico per Team Vatti)
2010  49er North American Championships (con Blair Tuke)
2009 Completed 120 nm Coastal Classic course in 49er (Auckland to Russell) con Blair Tuke
2009  New Zealand National Youth Matchracing Champion (con Blair Tuke e Scott Burling)
2008  New Zealand Keelboat Nationals
2008  New Zealand Champion in Elliot 5.9
2006  New Zealand Champion in Starling, 42001 , Elliot 5.901 (età 15)
2006  420 Junior Europeans (età 15)
2005  New Zealand Champion in Starling, 42001 , Elliot 5.901 (età 14)
2004  NZ P class Nationals (età 13)
2003  NZ Optimist Nationals (età 12)
2002  NZ Optimist Nationals (età 11)

## Premi
- ISAF Rolex World Male Sailor dell'anno 2015 (Con Blair Tuke)[66]
- FinalistPeter Burling (sailor)Peter Burling (sailor), Rolex World Sailor of the Year 2014[67]
- Yachting New Zealand Sailor of the Year 2013,[68] 2014,[69] 2015[70] (Con Blair Tuke)
- Yachting New Zealand Young Sailor of the Year 2006, 2007, 2008, 2011
- Finalist Halberg awards (New Zealand), Team of the Year (Con Blair Tuke) 2012,[71] 2013,[72] 2014,[73] 2015.[74]